# Black Mirror 3
Black Mirror 3 ist der dritte Teil einer mit Black Mirror begonnenen Point-and-Click-Adventure-Serie und schließt unmittelbar an den Abspann des Vorgängers Black Mirror 2 an. Das Spiel wurde wie der zweite Teil vom hannoverschen Studio Cranberry Production entwickelt und kam im Februar 2011 über dtp entertainment für PCs mit dem Betriebssystem Microsoft Windows auf den Markt.

## Handlung
Die Handlung von Black Mirror 3 knüpft sieben Minuten nach den Geschehnissen von Black Mirror 2 an und setzt die Handlung um den Familienfluch des englischen Adelshauses der Gordons fort. Nachdem Darren Michaels am Ende des zweiten Teils erfahren hat, dass er in Wirklichkeit Samuel Gordons Sohn Adrian ist, wird er völlig verstört vor dem noch brennenden Schloss seiner Familie in Gewahrsam genommen. Er wird beschuldigt, für den Brand und den Tod Unschuldiger verantwortlich zu sein. Da jedoch eine anonyme Person die Kaution für ihn zahlt, kommt er nach drei Wochen wieder frei. Beim Versuch seine Unschuld zu beweisen, beginnt er, selbst daran zu zweifeln. Sich des beginnenden Wahnsinns erwehrend bleibt ihm nur eine Wahl: den Fluch der Familie Gordon zu brechen oder sein jüngstes Opfer zu werden.

## Spielprinzip und Technik
Das Spielprinzip von Black Mirror 3 entspricht dem des unmittelbaren Vorgängers: 3D-Charaktere agieren vor vorgerenderten 2D-Umgebungskulissen, die Spielerfigur Darren Michaels wird per Point-and-Click gesteuert. Das Spielprinzip besteht hauptsächlich aus der Interaktion mit der Umgebung, Spielfiguren und Objekten. Michaels kann mit Personen reden oder Objekte untersuchen, benutzen und ggf. aufnehmen. Um in der Handlung voranzukommen, muss der Spieler verschiedene Logik- und Kombinationsrätsel lösen.

## Produktionsnotizen
Die Musik stammt vom Periscope Studio Hamburg.
Am 19. Oktober 2010 wurde die Black Mirror Collectors Edition angekündigt. Die Sammleredition war auf weltweit 3.333 Stück limitiert und beinhaltete alle drei Serienteile auf jeweils einer DVD. Neben dem Soundtrack „Best of Black Mirror“, einem doppelseitigen A3-Poster, einer Gruß-Postkarte aus Biddeford sowie einem umfangreichen Artbook enthält die Edition exklusive Inhalte, die bisher noch nicht veröffentlicht wurden.
Im April 2014 verkaufte die mittlerweile insolvente dtp Entertainment die Markenrechte an der Black-Mirror-Reihe an den schwedischen Publisher Nordic Games.

### Synchronisation
| Rolle                         | deutscher Sprecher    | englischer Sprecher | Beschreibung                                         |
| ----------------------------- | --------------------- | ------------------- | ---------------------------------------------------- |
| Darren Michaels/Adrian Gordon | Tim Knauer            | Tony Babcock        | Protagonist                                          |
| Valentina Antolini            | Kristina von Weltzien | Jennifer de Lucia   | Krankenschwester und Priorin der katholischen Kirche |
| Victoria Gordon               | Ursula Sieg           |                     | Darrens Urgroßmutter                                 |
| Mordred                       | Erik Schäffler        |                     | Vorvater der Gordons                                 |
| Dr. Winterbottom              | Katja Brügger         |                     | Darrens Psychologin                                  |
| Bobby                         |                       | David Burfoot       | geistig behinderter Bruder des Schurken Tom Ackland  |

## Rezeption
Die internationalen Wertungen für Black Mirror 3 fielen durchschnittlich, jedoch etwas besser als für den direkten Vorgänger aus (Metacritic: 75 von 100). Die Wertungen deutscher Magazine lagen durchschnittlich höher (Critify: 81 von 100).
Das deutschsprachige Onlinemagazin 4Players stellte heraus, dass der Protagonist Darren für den Spieler wenig glaubwürdig wirke, da er zu jeglichem Spielgeschehen eine distanzierte Haltung einnehme und selbst in hochdramatischen Szenen eine spöttische Art an den Tag lege. Diese Verhaltensweise stehe in starkem Kontrast zur „bierernsten“ Story des Spiels. Das Magazin lobte die düstere Atmosphäre des Spiels, kritisierte aber die Vertonung der Nebencharaktere, zu leichte Rätsel sowie das Fehlen von Dialogrätseln. In Summe sei Black Mirror 3 eine „reine Fortsetzung ohne frische Impulse“ mit anspruchslosen Rätseln.

„Unter dem Strich ist Black Mirror 3 ein spannendes Gruselabenteuer mit Schwächen in der Inszenierung und nicht immer ganz logischen, aber vielen tollen Rätseln, irgendwo angesiedelt zwischen »Ich klick mich schwindelig« und »Hirnbrand«. Die im Ansatz tiefgründige Story unterhält durch die Bank gut, hätte aber noch deutlich mehr Potenzial.“